# Trimethylsilylgruppe

Struktur der Trimethylsilylgruppe (blau markiert) (oben)
Chlortrimethylsilan (Mitte)
Trimethylsilanether (unten)
R: Organyl-Rest (Alkyl-Rest, Alkenyl-Rest, Aryl-Rest, Alkylaryl-Rest, Acyl-Rest etc.).

Die Trimethylsilylgruppe (Abk. TMS) ist eine funktionelle Gruppe in der organischen Chemie. Die Organosilicium-Verbindung besteht aus drei an ein zentrales Siliciumatom gebundenen Methylgruppen ([–Si(CH3)3]), das wiederum an den Rest des Moleküls gebunden ist. Die Gruppe wird durch ihre chemische Inertheit und ihr hohes Molekularvolumen charakterisiert und findet unter anderem als Schutzgruppe Anwendung.
Um eine TMS-Schutzgruppe einzuführen, wird meist Chlortrimethylsilan (TMCS) unter basischen Bedingungen verwendet. Bei der Herstellung von Silylethern ([–O–Si(CH3)3]) aus Alkoholen wird der Alkohol deprotoniert und greift nucleophil am Siliciumatom an, wobei im Sinne einer nukleophilen Substitution ein Chloridion freigesetzt wird. Silylether können durch die Zugabe von wässeriger Säure oder Fluoriden (z. B. TBAF) gespalten werden.
Bei dem ebenfalls mit TMS abgekürzten inerten Tetramethylsilan ist der Trimethylsilylrest an eine weitere Methylgruppe gebunden. Tetramethylsilan findet als Referenzsubstanz in der NMR-Spektroskopie Verwendung.